# Director Adjunto de la Agencia Central de Inteligencia
El Director Adjunto de la Agencia Central de Inteligencia (DA/CIA) es una oficina estatutaria y el segundo funcionario más alto de la Agencia Central de Inteligencia. El DA/CIA asiste al Director de la Agencia Central de Inteligencia (D/CIA) y está autorizado a ejercer los poderes del D/CIA cuando el puesto del Director está vacante o en ausencia o discapacidad del Director.
Bajo la ley actual, el Director Adjunto es designado por el Presidente de los Estados Unidos y no se requiere que sea confirmado por el Senado de los Estados Unidos. Este cargo lo ocupa actualmente Michael J. Ellis desde el 3 de febrero de 2025, nominado por Donald Trump. 

## Historia
Las funciones de este puesto fueron desempeñadas por el Director Adjunto de Inteligencia Central (DACI) hasta que ese puesto fue abolido bajo la Ley de Reforma de Inteligencia y Prevención del Terrorismo de 2004. El puesto de DA/CIA fue creado administrativamente por el entonces D/CIA Porter Goss y recibió la aprobación legal del Congreso de los Estados Unidos en 2010.
El primer DA/CIA fue Kingman Douglass, designado por el Director de Inteligencia Central en 1946. En abril de 1953, el Congreso enmendó la Ley de Seguridad Nacional de 1947 para permitir que el presidente de los Estados Unidos nombrara al DACI (con la confirmación del Senado de los Estados Unidos). La enmienda estipula que los puestos de director y director adjunto no pueden ser ocupados simultáneamente por oficiales militares.

## Listado de directores adjuntos
| N.º                                                                               | Director Adjunto | Director Adjunto | Periodo                                      | Presidente(s)               |
| --------------------------------------------------------------------------------- | ---------------- | ---------------- | -------------------------------------------- | --------------------------- |
| Posición instaurada posteriormente al de Director Adjunto de Inteligencia Central |                  |                  |                                              |                             |
| Vacante                                                                           | Vacante          | Vacante          | 3 de diciembre de 2004 – 15 de julio de 2005 | George W. Bush              |
| 1                                                                                 |                  | Albert Calland   | 15 de julio de 2005 – 23 de julio de 2006    | George W. Bush              |
| 2                                                                                 |                  | Stephen Kappes   | 24 de julio de 2006 – 5 de mayo de 2010      | George W. Bush Barack Obama |
| 3                                                                                 |                  | Michael Morell   | 7 de mayo de 2010 – 9 de agosto de 2013      | Barack Obama                |
| 4                                                                                 |                  | Avril Haines     | 9 de agosto de 2013 – 10 de enero de 2015    | Barack Obama                |
| 5                                                                                 |                  | David S. Cohen   | 9 de febrero de 2015 – 20 de enero de 2017   | Barack Obama                |
| 6                                                                                 |                  | Gina Haspel      | 2 de febrero de 2017 – 21 de mayo de 2018    | Donald Trump                |
| Vacante                                                                           | Vacante          | Vacante          | 21 de mayo de 2018 – 1 de agosto de 2018     | Donald Trump                |
| 7                                                                                 |                  | Vaughn Bishop    | 1 de agosto de 2018 – 20 de enero de 2021    | Donald Trump                |
| 8                                                                                 |                  | David S. Cohen   | 20 de enero de 2021-20 de enero de 2025      | Joe Biden                   |
| 9                                                                                 |                  | Michael J. Ellis | 3 de febrero de 2025-presente                | Donald Trump                |